# عملية بولو
عملية بولو الاسم الرمزي لعملية سيطرة اتحاد الهند على دولة حيدر آباد في سبتمبر 1948،  حيث قامت فيها القوات المسلحة الهندية بغزو الدولة الأميرية التي تحكمها سلالة نظام الملك، وضمها إلى اتحاد الهند. 
أثناء تقسيم الهند عام 1947، كانت الولايات الهندية الأميرية التي كان لها حكم ذاتي داخل أراضيها تخضع لتحالفات فرعية مع البريطانيين، مما يمنحهم السيطرة على علاقاتهم الخارجية. وفي قانون الاستقلال الهندي لعام 1947 تخلى البريطانيون عن كل هذه التحالفات، تاركين للولايات خيار اختيار الاستقلال الكامل.  وبحلول عام 1948 انضمت جميع الولايات تقريبًا إما إلى الهند أو إلى باكستان، باستثناء الإمارة الأكثر ثراءً والأقوى: دولة حيدر آباد والتي يحكمها عثمان علي خان الحاكم المسلم، وشكل الزعيم البارز قاسم رضوي قوات عسكرية لمقامة الاتحاد مع الهند المعروفة بالرضاكار.:224
في نوفمبر 1947 وقعت حيدر آباد اتفاقية توقف مع اتحاد الهند، ولكن ظهرت حركة الرضاكار التي أوقفت ذلك، ووجدت الهند أنه من الضروري تمركز القوات الهندية، وغزت الدولة في سبتمبر 1948 لإجبار نظام الملك على الانضمام للهند، وسُميت هذه العملية بعملية بولو. واستمر القتال لمدة خمسة أيام بين جيش دولة حيدر آباد والرضاكار من جهة وبين الجيش الهندي من جهة، حتى استسلموا في 18 سبتمبر 1948، وانتهت بانتصار هندي،
أدت عملية بولو تلك إلى عنف مهول في الأماكن الحدودية بين المجتمعات. عيّن رئيس الوزراء الهندي جواهر لال نهرو مفوضية عُرفت باسم لجنة سندرلال. جاء في تقرير اللجنة، الذي لم يُنشر حتى عام 2013، أن «التقديرات المتواضعة والمنطقية جيدًا تشير إلى أن عدد القتلى في حيدر آباد يتراوح بين 30 ألف و40 ألف شخص». يُقدر مراقبون آخرون عدد القتلى بـ 200 ألف أو أكثر. 

## خلفية تاريخية
عقب حصار غولكوندا على يد إمبراطورية مغول الهند عام 1687، أُعيدت تسمية المنطقة لتصبح ديكان صوبه (بفضل موقعها الجغرافي القريب على هضبة ديكان) ونُصّب آصف جاه قمر الدين عام 1713 أول صوبه دار، ومنحه الإمبراطور المغولي جلال الدين محمد فرخ سير لقب نظام المُلك. يعود تاريخ استقلال حيدر آباد الفعلي لعام 1724، عندها حقق نظام الملك انتصارًا عسكريًا على خصمٍ عسكري مُنصب. في عام 1798، أصبحت حيدر آباد أول دولة أميرية هندية توافق على الحماية البريطانية وفق سياسة التحالف التبعي التي وضعها آرثر ويلزلي، وهكذا أصبح اسمها دولة حيدر آباد.
كانت دولة حيدر آباد تحت زعامة النظام السابع مير عثمان علي أكبرَ الدول الأميرية في الهند وأكثرها ازدهارًا. تجاوزت عائدات الدولة 9 كرور روبيه (الكرور وحدة قياس تساوي 10 ملايين)، وتجاوزت مساحتها 214,190 كلم مربع وتألفت من أراضٍ متجانسة إلى حد ما، وبلغ عدد سكانها نحو 16.34 مليون شخص (وفقًا لإحصائية من عام 1941) يشكل الهندوس منهم أغلبية (85%). امتلكت دولة حيدر آباد جيشها الخاص وخطوطًا جوية ونظام اتصالات وشبكة سكك حديدية ونظامًا بريديًا وعملة ودائرة بث إذاعي. كانت حيدر آباد دولة متعددة اللغات، وتألفت من شعوب تحدثت لغات كالتيلوغو (48.2%) والماراثية (26.4%) والكانادية (12.3%) والأردية (10.3%). على الرغم من أن غالبية السكان من الهندوس، لكن تمثيل تلك الفئة كان ضعيفًا في الحكومة والشرطة والجيش. فمن بين 1765 ضابط في جيش دولة حيدر آباد، كان عدد المسلمين 1268 والهندوس 421، بالإضافة إلى 121 من المسيحيين والفرس والسيخ.